# والدیس دومبرووسکیس
والدیس دومبرووسکیس (لتونیایی: Valdis Dombrovskis؛ زادهٔ ۵ اوت ۱۹۷۱) یک سیاست‌مدار اهل لتونی است. وی از مارس ۲۰۰۹ تا ژانویه ۲۰۱۴ نخست‌وزیر این کشور بود.